# José Luis Granados
José Luis Granados Asprilla (Valera, 28 de maio de 1984) é um futebolista profissional venezuelano que atua como defensor.

## Carreira
José Luis Granados fez parte do elenco da Seleção Venezuelana de Futebol da Copa América de 2011.